# Saturn 3
Saturn 3 – brytyjski dreszczowiec fantastycznonaukowy z roku 1980, wyprodukowany i wyreżyserowany przez Stanleya Donena, z Farrah Fawcett, Kirkiem Douglasem i Harveyem Keitelem w rolach głównych. Choć jest to brytyjska produkcja, zrealizowana przez ITC Entertainment i nakręcona w Shepperton Studios, film ma amerykańską obsadę i reżysera.
Saturn 3 okazał się klapą kasową i zebrał w większości negatywne recenzje. Biograf Harveya Keitela nazwał film „najniższym punktem w jego karierze”.

## Fabuła
W odległej przyszłości, przeludniona Ziemia opiera się na badaniach prowadzonych przez naukowców w odległych stacjach w całym Układzie Słonecznym. Kontakt utrzymywany jest za pomocą statków kosmicznych, które kursują między stacjami i dużymi orbitującymi stacjami kosmicznymi. Kapitan James (w tej roli Douglas Lambert) przygotowuje się do odlotu z jednej z tych stacji wokół Saturna, gdy zostaje zamordowany przez kapitana Bensona (Harvey Keitel). Benson, który w badaniu psychiatrycznym został uznany za „potencjalnie niestabilnego”, zabija Jamesa i opuszcza stację swoim statkiem towarowym, kierując się do małej, odległej, eksperymentalnej stacji badawczej hydroponicznej o nazwie Saturn 3. Po dotarciu na miejsce okazuje się, że stacją zarządzają wyłącznie Adam (Kirk Douglas) i jego młodsza koleżanka Alex (Farrah Fawcett). Adam, Alex i ich pies Sally cieszą się izolacją z dala od przeludnionej i niespokojnej Ziemi. Alex spędziła całe życie w kosmosie i zna Ziemię tylko z tego, co powiedział jej Adam. Benson musi lepiej edukować Alex w zakresie nawyków i obyczajów ludzi żyjących na Ziemi, w tym zażywania narkotyków.
Sielanka Alex i Adama zostaje przerwana, gdy Benson ujawnia, że jego misją jest zastąpienie przynajmniej jednego z księżycowych naukowców robotem. Robot – o imieniu Hector – jest jednym z pierwszych tego typu, „Series Demigod”, wykorzystującym „czystą tkankę mózgową” pobraną z ludzkich płodów i zaprogramowaną za pomocą bezpośredniego połączenia z mózgiem Bensona. Adam mówi Alex, że jest on prawdopodobnym kandydatem do usunięcia. Po zmontowaniu Hectora, Benson rozpoczyna przygotowywanie robota, wykorzystując połączenie neuronowe wszczepione w jego kręgosłup. Dzięki temu, Hector szybko dowiaduje się o niepowodzeniu Bensona w teście stabilności psychicznej, a także o zamordowaniu Jamesa. Z powodu słabej bariery między mózgiem robota a mózgiem Bensona, Hector szybko zostaje naznaczony morderczą naturą Bensona i jego pożądaniem do Alex. Robot buntuje się. Adamowi i Bensonowi udaje się unieruchomić robota podczas ładowania i usunąć mózg.
Wierząc, że niebezpieczeństwo minęło, Adam oskarża Bensona o rażącą niekompetencję, nakazując mu zdemontować robota i wrócić na Ziemię po zakończeniu zaćmienia, które uniemożliwia również komunikację z innymi stacjami. Benson, Adam i Alex nie wiedzą, że Hector pozostaje na tyle sprawny, by przejąć kontrolę nad starszymi robotami bazy, wykorzystując je do ponownego złożenia swojego ciała i ponownego połączenia mózgu. Nieświadomy powrotu Hectora do życia, Benson próbuje opuścić stację, ciągnąc za sobą Alex. Wskrzeszony Hector morduje Bensona, zanim ten zdąży odlecieć z Alex. Hector niszczy statek kosmiczny Bensona, zanim naukowcy zdążą uciec, i przejmuje kontrolę nad komputerem stacji.
Uwięzieni w pokoju kontrolnym, Alex i Adam ze zdziwieniem widzą twarz Bensona na monitorze. Głos, który rozpoznają jako należący do Bensona, nakazuje im opuścić pokój kontrolny, obaj zaskoczeni, że Benson w ogóle żyje. Ku ich zaskoczeniu, spotykają Hectora, który nosi teraz odciętą głowę Bensona.
Chwilę później Alex i Adam budzą się w swoich pokojach. Ku swojemu przerażeniu Alex odkrywa, że Hector zainstalował połączenie mózgowe w górnej części kręgosłupa Adama, podobne do tego, które miał Benson, i które da Hectorowi bezpośredni dostęp do mózgu Adama. Hector wyjaśnia, że potrafi „czytać”, ale przejęcie kontroli nad Adamem „nadejdzie później”. Adam uzbrojony w granat wrzuca do dołu na śmieci Hectora. 
W ostatniej scenie Alex pojawia się na pokładzie statku pasażerskiego wracającego na Ziemię. Odrzuca propozycję stewardesy, proponującą jej narkotyki, i zamiast tego spogląda przez okno, by po raz pierwszy ujrzeć Ziemię.

## Realizacja
Projekt powstał na podstawie pomysłu Johna Barry’ego, jednego z czołowych scenografów lat 70., który ma na swoim koncie takie osiągnięcia jak Mechaniczna pomarańcza, Gwiezdne wojny: część IV – Nowa nadzieja i Superman. Przedstawił on pomysł Stanleyowi Donenowi podczas wspólnej pracy nad komediodramatem Szczęściara, a Donen zasugerował, że to on zajmie się produkcją, a Barry reżyserią. Donen nie miał wcześniej doświadczenia w filmach fantastycznonaukowych.
Scenariusz napisał powieściopisarz Martin Amis, który zarobił na nim 30 tys. funtów. Według biografa Amisa, oryginalny scenariusz „był jednocześnie heroiczny i żałosny, a jego rozmaite próby dowcipu, retorycznej brawury, a nawet elegancji, zostały wtłoczone na siłę w reżyserskie przedsięwzięcie równie prostackie jak Wikingowie.
Donen kręcił parodię filmu klasy B Ale kino (Movie Movie, 1978) dla brytyjskiego właściciela grupy medialnej Lewa Grade’a i dał mu kopię scenariusza do przeczytania. Scenariusz nie był jeszcze w pełni zrealizowany, gdy podpisano kontrakt z Farrah Fawcett w czerwcu 1978 (w komunikacie prasowym podano, że reżyserem był Donen) i zapłacono jej 750 tys. dolarów. W tamtym czasie Farrah Fawcett stała się tak popularna, że otrzymała pierwsze miejsce na liście płac. Pierwszymi kandydatami do roli męskiej byli Sean Connery do roli Adama i Michael Caine do roli Bensona, ale odrzucili tę ofertę, zanim propozycję przyjął Kirk Douglas. Harvey Keitel został obsadzony za kwotę 90 tys. dolarów.

## Odbiór
Na Rotten Tomatoes film uzyskał 31% pozytywnych ocen na podstawie 16 recenzji.
Producent Lew Grade przyznał, że jest rozczarowany efektem końcowym filmu. Dodał, że na papierze wyglądało to dobrze, ale projekt zaczął się rozpadać z powodu braku doświadczenia Johna Barry’ego, rozbuchanego ego Kirka Douglasa, braku współpracy ze strony Harveya Keitela, braku osobowości postaci Farrah Fawcett i jej przeciętnej gry aktorskiej, problemów ze scenariuszem i słabego planowania. Grade powiedział, że film, który zgodził się sfinansować, i efekt końcowy były niemal dwoma różnymi filmami. Fawcett zasugerowała również, że film wyszedł inaczej, niż jej go sprzedano przed rozpoczęciem produkcji. 
Farrah Fawcett i Kirk Douglas jako para mieszkańców pozaziemskiej stacji doświadczalnej 'Tytan' w pobliżu Saturna 3 byli nominowani do Złotej Maliny w kategorii Najgorsza aktorka (Złotą Malinę przyznano Brooke Shields za występ w Błękitnej lagunie) i  Najgorszy aktor (Złotą Malinę zdobył Neil Diamond za rolę w The Jazz Singer). Krytycy z przekąsem wyrażali się o grze aktorskiej Farrah Fawcett i otwarcie pisali o brakach talentu. Sam Douglas, oceniając bardzo wysoko urodę Fawcett, o jej aktorstwie nie wyraził się nawet ciepło. Ponadto w 1980 film przyniósł dwie nominacje do nagrody Stinkers Bad Movie Award: dla najgorszej aktorki (Farrah Fawcett) i najgorszej pary ekranowej (Kirk Douglas i Farrah Fawcett).